# Maira tincta
Maira tincta är en tvåvingeart som beskrevs av Meijere 1913. Maira tincta ingår i släktet Maira och familjen rovflugor. Inga underarter finns listade i Catalogue of Life.